# Jan Busiński
Jan Busiński  herbu Grzymała (ur. ?, zm. 20 stycznia 1541) – polski duchowny rzymskokatolicki, biskup pomocniczy gnieźnieński.

## Życiorys
Pochodził z Businy. 11 stycznia 1527 papież Klemens VII prekonizował go biskupem pomocniczym archidiecezji gnieźnieńskiej oraz biskupem in partibus infidelium natureńskim. Brak informacji kiedy i od kogo przyjął sakrę biskupią. Urząd pełnił do śmierci 20 stycznia 1541.